# فرانك غول
فرانك غول (بالإنجليزية: Frank Gaul)‏ هو أمين الخزينة أمريكي، ولد في 8 أغسطس 1924، وتوفي في 15 سبتمبر 2013.